# Setra S 315 HDH
Der Setra S 315 HDH (Hochdecker-Hoch) ist ein Reisebus der Baureihe 300 des Herstellers Setra.

## Geschichte

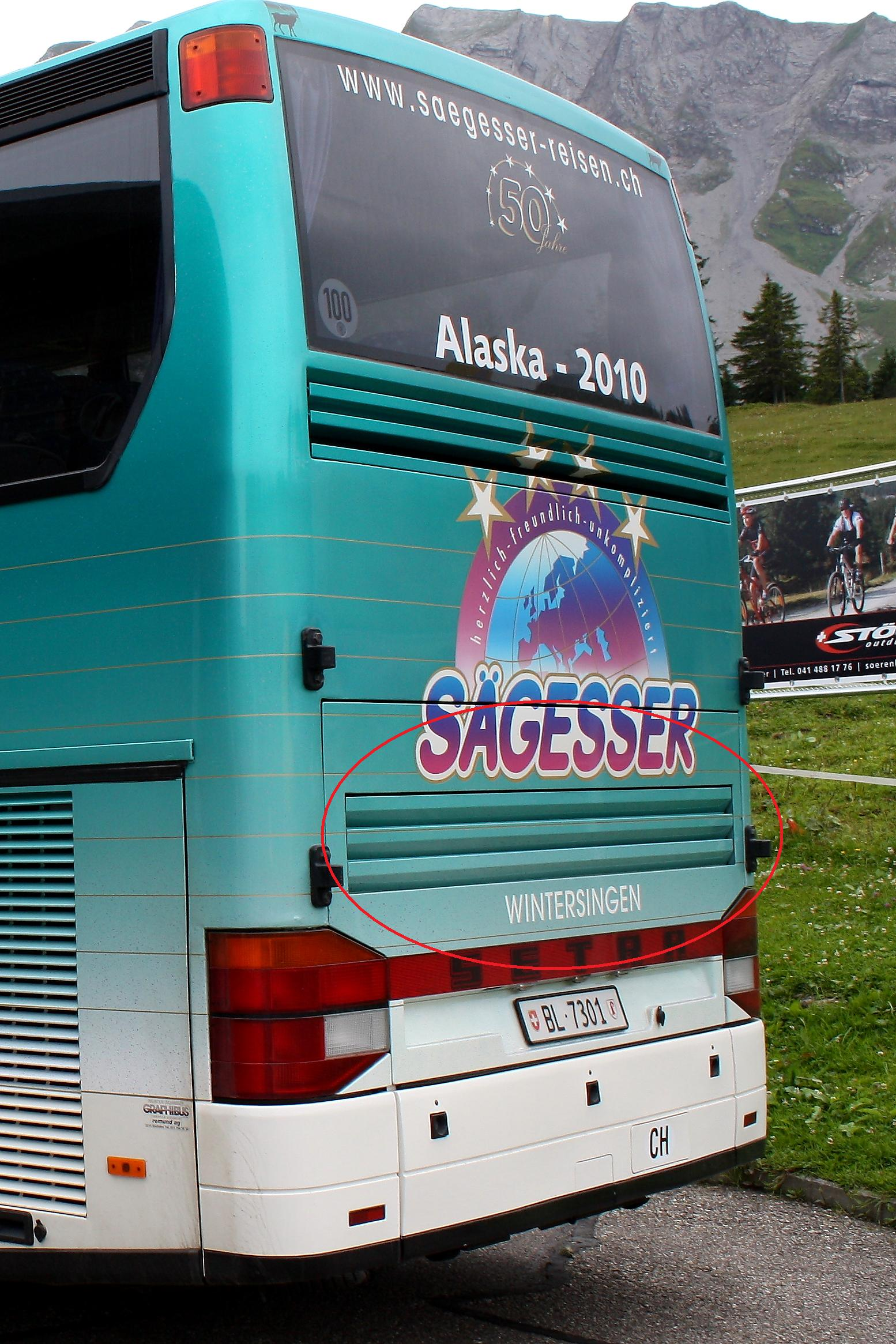
Kühlergitter beim 435-PS-V8. Unterhalb der Motorraumklappe sind außerdem Rückfahrwarnsensoren zu erkennen.

Der S 315 HDH wurde das erste Mal 1991 gemeinsam mit den normalhohen Hochdeckern der damals neu erscheinenden Setra-Baureihe 300, dem S 315 HD und dem kürzeren S 309 HD, als der höhere Hochdecker dieser neuen Baureihe in der Ulmer Donauhalle der Öffentlichkeit präsentiert. 1992 wurde der S 315HDH zum Coach of the Year 1993 gewählt. 1997 folgte als direkter Nachfolger des S 215 HDH noch der dreiachsige und noch einmal etwas höhere S 315 HDH-3. Um ihn vom Dreiachser zu unterscheiden, wird der Zweiachser auch als S 315 HDH-2 bezeichnet.

Bei der Variante mit stärkerem Motor (V8 mit 320 kW) sind hinten am Motordeckel zusätzliche Luftschlitze angebracht (im Bild rot eingekreist). 

## Verwandte Bustypen
- Setra S 315 HDH-3: Dreiachsige Variante mit 12.000 mm Länge und 51 Sitzplätzen
- Setra S 317 HDH-3: Dreiachsige Variante mit 13.650 mm Länge und 59 Sitzplätzen